# Ostrowo (rezerwat przyrody)
Rezerwat przyrody „Ostrowo” (do 2017 roku „Czapliniec Ostrowo”) – leśny rezerwat przyrody położony w gminie Strzelno w powiecie mogileńskim w województwie kujawsko-pomorskim. Leży na terenie Nadleśnictwa Miradz, leśnictwo Ostrowo. Zajmuje powierzchnię 13,89 ha.
Został powołany w 1977 roku w celu zachowania miejsca lęgowego czapli siwej. Inwentaryzacja wykazała, że od 2003 roku rezerwat nie jest zasiedlany przez czaple. Mimo to zdecydowano o dalszej ochronie tego obszaru ze względu na znajdujący się tu starodrzew sosnowy liczący ponad 210 lat oraz naturalną sukcesję gatunków liściastych. Zarządzenie o zmianie nazwy z „Czapliniec Ostrowo” na „Ostrowo” oraz o zmianie celu ochrony, a tym samym rodzaju rezerwatu z faunistycznego na leśny, wydał Regionalny Dyrektor Ochrony Środowiska w Bydgoszczy 22 lutego 2017 roku. Odtąd celem ochrony rezerwatu jest „zachowanie naturalnie kształtującego się drzewostanu”.
Obszar rezerwatu podlega ochronie ścisłej.